# Jesús Rodríguez Magro
Jesús Rodríguez Magro (Madrid, 28 de mayo de 1960-Alcalá de Henares, 19 de septiembre de 2018) fue un ciclista profesional español. Fue profesional entre 1982 y 1993 ininterrumpidamente.

## Como corredor
Como amateur destacó obteniendo puestos de mérito, como por ejemplo la segunda posición en la Vuelta a Navarra de 1979.
En su primer año como profesional acabó segundo en la Clásica de San Sebastián. Solamente obtuvo dos victorias en su carrera, pero se clasificó entre los tres primeros en etapas de pruebas importantes como la Tirreno-Adriático, la Clásica de los Puertos o incluso el Giro de Italia de 1984.
Participó en cuatro ediciones del Campeonato Mundial de Ciclismo en Ruta:
- 1988 Ronse - Bélgica - Posición 57
- 1989 Chambery - Francia - Posición 28
- 1990 Utsunomiya - Japón - Posición 29
- 1991 Stuttgart - Alemania - Abandono

## Palmarés
1979
- 2º de la Clasificación General de la Vuelta a Navarra

1985
- Subida a Urkiola

1986
- Vuelta a Asturias

## Equipos
- Zor (1982-1986)
- Teka (1987)
- Reynolds (1988-1989)
- Banesto (1990-1993)

## Como director
Desde su retirada como corredor profesional, se involucra como director en equipos de categorías inferiores desde Escuelas hasta Junior, y pronto se convertiría en seleccionador español de los equipos nacionales Junior y Sub´23. Así, en el año 1999 José Iván Gutiérrez lograría el Oro en Sub´23 CRI bajo sus órdenes. 
En 2013 dirige el equipo élite del Club Ciclista Torrejón.
Por último fue el director de equipo de la Escuela Ciclista Rodríguez Magro, ahora llamado EC Cartucho.es, equipo ciclista de categoría élite/sub-23, participante en 2014 de la Copa de España de Ciclismo.